# Saló Internacional del Còmic de Barcelona de 2003
El 21è Saló Internacional del Còmic de Barcelona es va celebrar entre el dijous 8 i el diumenge 11 de maig de 2003 a l'Estació de França. Fou novament dirigit per Pilar Gutiérrez, que es mantenia en el càrrec de directora des de 1999.
La gran estrella del Saló fou l'autor nord-americà Will Eisner, que als seus 86 anys encara feia acte de presència a Barcelona. Fou la darrera visita al Saló del creador del cèlebre The Spirit, abans de la seva defunció el gener de 2005.
Entre les nombroses novetats editorials que es van presentar al Saló, va destacar la publicació de Maus per part de l'editorial Inrevés. L'aclamada novel·la gràfica d'Art Spiegelman, guanyadora en dues ocasions del Premi a la Millor Obra Estrangera (edicions de 1990 i 2002), es publicava per primer cop en català. A diferència de la versió castellana de Planeta deAgostini, l'edició en català va incloure una guia didàctica per instituts i universitats. Selons Gutiérrez, durant la celebració del Saló es van presentar unes 200 novetats.
El Certamen de la vinyeta va rendir homenatge al dibuixant murcià José Manuel Campillo Chigui, mort prematurament feia poc.
L'edició d'enguany va tancar les portes amb un rècord d'assistència de 90.000 visitants.

## Cartell
L'autor del cartell publicitari de la 21a edició del Saló fou el dibuixant Jan, que l'any anterior havia sigut recompensat amb el Gran Premi. El cartell mostra una caixa sorpresa amb la tapa que surt disparada per una molla convertida en un signe d'interrogació que recorda al logotip de Ficomic. A les parets interiors de la capsa s'hi veuen vinyetes de còmic i al costat exterior davanter hi ha gravat amb grans lletres "21è Saló Internacional del Còmic de Barcelona".

## Exposicions dedicades als guanyadors de l'edició precedent
- Exposició dedicada a Jan, guanyador del Gran Premi del Saló de 2002. L'exposició mostrà originals de Superlópez, el personatge més carismàtic de l'autor.[1]

- Exposició dedicada al dibuixant José Luis Ágreda, guanyador de la Millor Obra de 2002 per Cosecha rosa, amb pàgines originals de l'autor.

## Palmarès
Pel que fa als guardons, el gran protagonista del Saló fou l'autor valencià Víctor Santos, que es va emportar un total de 3 premis. Per una banda, fou proclamat Autor Revelació per part del jurat i va obtenir també el reconeixement com a autor revelació per part del públic, que li va concedir el Premi del Públic a l'Autor Revelació. A més, també va rebre el Premi del Públic a la Millor Obra per Los Reyes Elfos: La Emperatriz del Hielo.
D'altra banda, l'autor basc Luis Durán fou premiat per segon any consecutiu. A l'edició anterior, Durán havia sigut proclamat Autor Revelació pel còmic Vanidad (Sinsentido) i a l'edició d'enguany va guanyar el Premi al Millor Guió per Atravesado por la flecha (Astiberri ). Aquest mateix premi el repetiria de nou un any més tard, al Saló de 2004, en el qual la seva obra Antoine de las tormentas (Astiberri) seria guardonada amb el Millor Guió. Així, l'autor basc aconseguiria acumular un total de 3 premis del jurat al llarg de 3 edicions consecutives del Saló.
El dibuixant madrileny Keko es va emportar el Premi a la Millor Obra en el seu segon intent per a obtenir aquest guardó. El primer cop havia sigut el 1998, amb el còmic El amor duele, amb guió de Ramón de España. Aleshores, però, el premi va anar a El peu fregit de Miguel Calatayud.
A nivell internacional, Daniel Clowes va triomfar amb David Boring. L'autor underground estatunidenc va guanyar novament el guardó al Premi a la Millor Obra Estrangera després de ja haver-ho fet en l'edició de 2001 amb Gosth World. A més, es tractava de la seva quarta nominació global, després de Dan Pussey (1999), Eightball (2000) i Ghost World (2001).

### Gran Premi del Saló
- Josep María Beà[7]

### Millor obra
| Títol                    | Autor                                    | Editorial          |
| ------------------------ | ---------------------------------------- | ------------------ |
| 4 botas                  | Keko                                     | Edicions de Ponent |
| Atravesado por la flecha | Luís Duran                               | Astiberri          |
| Espiral Polaroids        | David López Álvaro López Fernando Blanco | Planeta DeAgostini |
| Mondo Lirondo Integral   | La Penya                                 | Glénat             |
| Wake Up                  | Javi Rodríguez                           | Glénat             |

### Millor obra estrangera
Premi sense dotació econòmica.
| Títol                | Títol original          | Autor                   | Editorial | País         |
| David Boring         | David Boring            | Daniel Clowes           | La Cúpula | Estats Units |
| El camino de América | Le Chemin de l'Amérique | Baru Jean-Marc Thévenet | Astiberri | França       |
| Fuerza X             |                         |                         |           | Estats Units |
| Mis circunstancias   | Aproximativement        | Lewis Trondheim         | Astiberri | França       |
| Persépolis           | Persépolis              | Marjane Satrapi         | Norma     | França       |

### Autor revelació
| Autor           | Títol                                    | Editorial |
| --------------- | ---------------------------------------- | --------- |
| Víctor Santos   | Los Reyes Elfos: La Emperatriz del Hielo | Dude      |
| Alberto Vázquez |                                          |           |
| Andrés G. Leiva |                                          |           |
| Lorenzo Gómez   |                                          |           |
| Miguel Brieva   |                                          |           |

### Millor fanzine
| Títol          |
| -------------- |
| El Naufraguito |
| Cabezabajo     |
| Cretino        |
| Frenzy         |
| ¡Qué suerte!   |

### Millor guió
| Títol                                                | Autor            | Editorial          |
| ---------------------------------------------------- | ---------------- | ------------------ |
| Atravesado por la flecha                             | Luis Durán       | Astiberri          |
| 4 Botas                                              | Keko             | Edicions de Ponent |
| Manual de instrucciones para libros de instrucciones | Bernardo Vergara | Astiberri          |
| Oro Rojo                                             | Quim Bou         | Dude Comics        |
| Wake Up                                              | Javi Rodríguez   | Glénat             |

### Millor revista de còmics
| Títol     | Editorial |
| --------- | --------- |
| U         |           |
| Dolmen    |           |
| El Víbora |           |
| Tos       |           |
| Trama     |           |

### Premis del públic
| Categoria              | Títol                                    | Autor           | Editorial |
| ---------------------- | ---------------------------------------- | --------------- | --------- |
| Millor obra            | Los Reyes Elfos: La Emperatriz del Hielo | Victor Santos   | Dude      |
| Millor guió            | Oro rojo                                 | Quim Bou        | Dude      |
| Millor obra estrangera | Mis circunstancias                       | Lewis Trondheim | Astiberri |
| Autor revelació        | Los Reyes Elfos: La Emperatriz del Hielo | Victor Santos   | Dude      |
| Millor revista         | Trama                                    | -               | -         |
| Millor fanzine         | Frenzy                                   | -               | -         |